# Appendicula ovalis
Appendicula ovalis là một loài thực vật có hoa trong họ Lan. Loài này được (Schltr.) J.J.Sm. ex Mansf. mô tả khoa học đầu tiên năm 1934.